# Mediateca de Sendai
La Mediateca de Sendai es un edificio cultural en Sendai, en la Prefectura de Miyagi, Japón. Fue proyectado por el arquitecto Toyo Ito en 1995 y completado en 2001.

## Historia
Toyo Ito también hace referencia al pabellón de Barcelona de Mies van der Rohe y al prototipo de estructura Dom-ino para la casa Citrohan de Le Corbusier como precedentes para su proyecto y la Mediateca nace para mezclar conceptos de los dos proyectos, combinando a Le Corbusier con el juego de losas y estructura de columnas, con los efectos espaciales fluidos de Mies van der Rohe, consiguiendo finalmente, transparencia combinada y reflectividad de los materiales.
El concepto que presenta Toyo Ito es de entregar un espacio abierto y fluido, donde la forma del espacio no esté limitada.

## Ubicación
La Mediateca de Sendai está ubicada a aproximadamente 300 km del norte de Tokio, en Sendai, la capital de la prefectura de Miyagi y el viaje en transporte público desde Tokio, toma cerca de 8 horas.
El edificio se encuentra al ras de la calle Jozenji, aunque también hay entradas en los cuatro lados del edificio.
La planta baja está concebida como una extensión de la calle, con una cafetería, una librería y una plaza de eventos en planta libre con vistas plena a la acera, a través de la fachada de doble acristalamiento que da a la calle Jozenji.
La fachada de vidrio y metal difiere de los volúmenes principalmente blancos y opacos de los edificios vecinos, se combina armoniosamente con el medio ambiente durante el día debido a la reflexión con el exterior, mientras que por la noche la iluminación interior transforma el volumen en una caja de luz de varios tonos.

Esta extensión de la ciudad hacia el edificio continúa a lo largo de los siete pisos sobre el suelo; un gesto que refuerza la resistencia de Ito a la limitación rígida de actividades dentro de áreas determinadas en un edificio y de su programa.
Cita de Toyo Ito (Texto original en inglés):
...this building has many free spaces, that is, spaces that are not intended, as rooms are, to serve specific functions.  Such spaces exist, for example, between the tubes and the building perimeter. Visitors will be able to use such spaces as they use the city streets, for various activities. ...
I am hoping that, as such spaces are used, the Mediatheque will become a place for thinking about the city.
Español:
... este edificio tiene muchos espacios libres, es decir, espacios que no están destinados, como las habitaciones, para servir funciones específicas. Tales espacios existen, por ejemplo, entre los tubos y el perímetro del edificio. Los visitantes podrán usar dichos espacios como usan las calles de la ciudad, para diversas actividades. ...
Espero que, a medida que se usen tales espacios, la Mediateca se convierta en un lugar para pensar en la ciudad. 

## El edificio
La Mediateca Sendai es una instalación pública de programas mixtos que combina funciones de biblioteca y galería de arte.
Toyo Ito ganó con este proyecto la competencia abierta encargada por la ciudad de Sendai en 1995 y el innovador edificio se abrió al público finalmente en enero de 2001.
Los siete niveles de instalaciones de la Mediateca ofrecen una gama de servicios que incluyen una biblioteca convencional de préstamo de libros, una extensa colección de películas y audio, que además cuentan con estaciones para ver y editar. Tiene también un teatro, una cafetería y una librería.
Los siete niveles están soportados por lo que Ito llama elementos arquitectónicos "característicos": un bosque de 13 tubos no uniformes que parecen elevarse fluidamente a través del edificio. Arquitectónicamente, el edificio se considera un hito importante en la carrera de Ito. En términos de género arquitectónico, la Mediateca de Sendai fue un ejemplo pionero de intentos de utilizar nuevas nociones de 'medios' como concepto arquitectónico.
En propias palabras del arquitecto para una entrevista, la importancia central de este proyecto está basado en su poética, en programa vanguardista y en su innovación técnica.
...Durante la competencia abierta para ganar el proyecto y la fase posterior del diseño básico, el esfuerzo principal fue demoler las ideas arquetípicas de un museo o biblioteca de arte para reconstruir una nueva idea de arquitectura llamada "mediateca" utilizando los medios de comunicación de vanguardia.

## Programa
- Subterráneos 1 y 2: Estacionamientos, equipos técnicos y bodegas
- Primer piso (nivel Calle): Cafetería, tienda, mostrador de información y “Open Square” multipropósito
- Segundo piso: Biblioteca multimedia, la biblioteca infantil, consultas para personas con discapacidad visual y auditiva, sala de reuniones, revistas y diarios actuales
- Tercer Piso: Biblioteca
- Cuarto Piso: Biblioteca entrepiso
- Quinto Piso: Espacios de galería pública
- Sexto Piso: Espacio de exposiciones profesionales
- Séptimo Piso: Cine, espacios de estudio, salas de reuniones, oficinas de administración.

El arquitecto, al proyectar la Mediateca Sendai, reconoció que sería una institución dedicada a adaptarse a las tecnologías cambiantes. Si bien el diseño del edificio pretende fomentar una flexibilidad de uso a través de la eliminación de los límites que se encuentran en las tipologías tradicionales de bibliotecas y museos, Ito resiste la caracterización del espacio dentro del centro como el espacio "homogéneo" o "universal" del modernismo.
Las sutiles diferencias en la composición espacial proporcionadas por los tubos, la altura y el diseño del techo de cada nivel, el material de los divisores y los colores de iluminación, refuerzan la diferenciación en los usos para crear un espacio que no podría describirse como homogéneo. Lo más llamativo, es la diferenciación que existe entre los diferentes niveles con el mobiliario diseñado por diferentes diseñadores, que a través del color, el estilo y las formas, se convierten en una de las características de identificación más destacadas de un piso en particular.

## Estructura y detalles

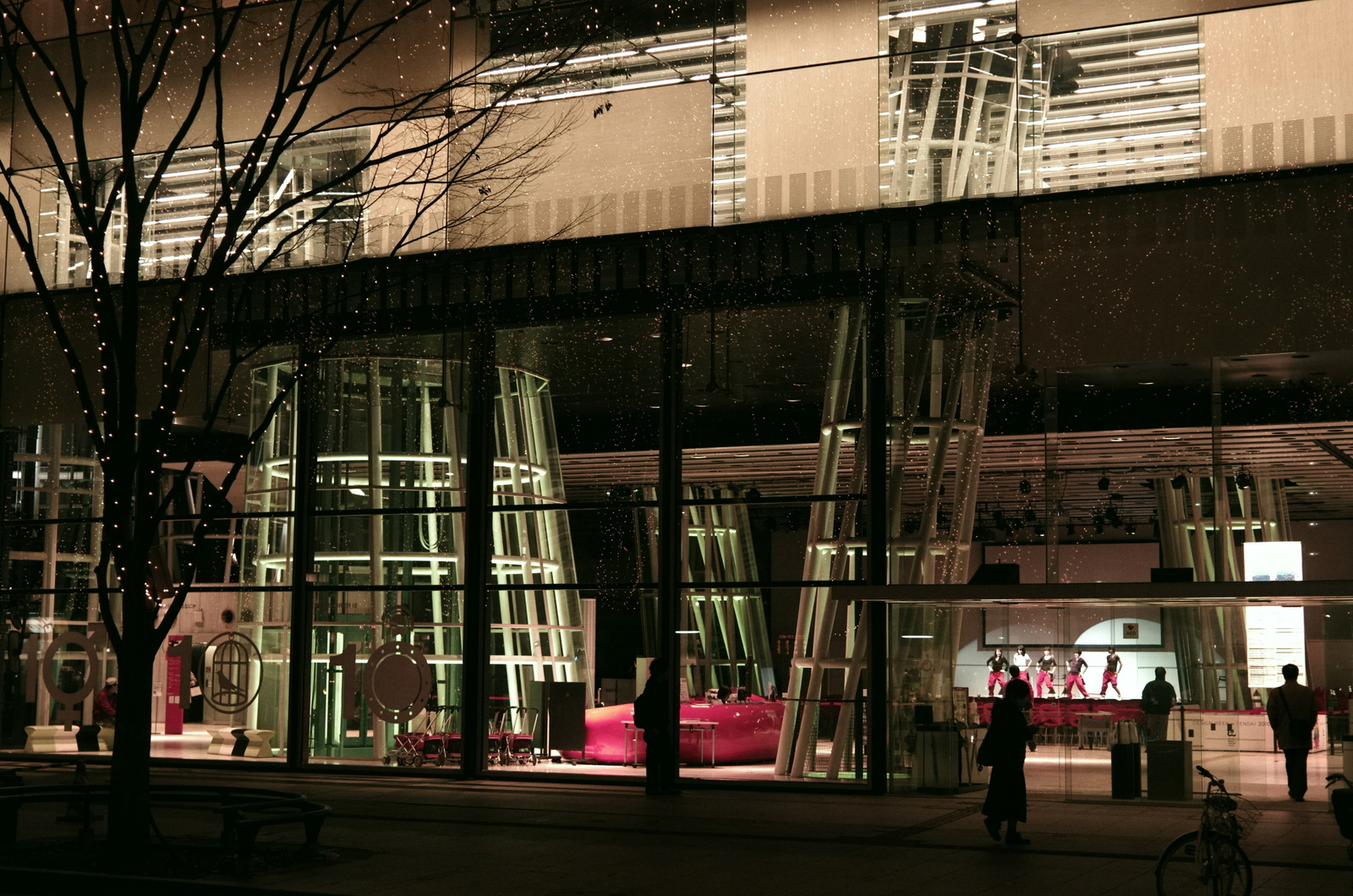
Vista desde el exterior por la noche

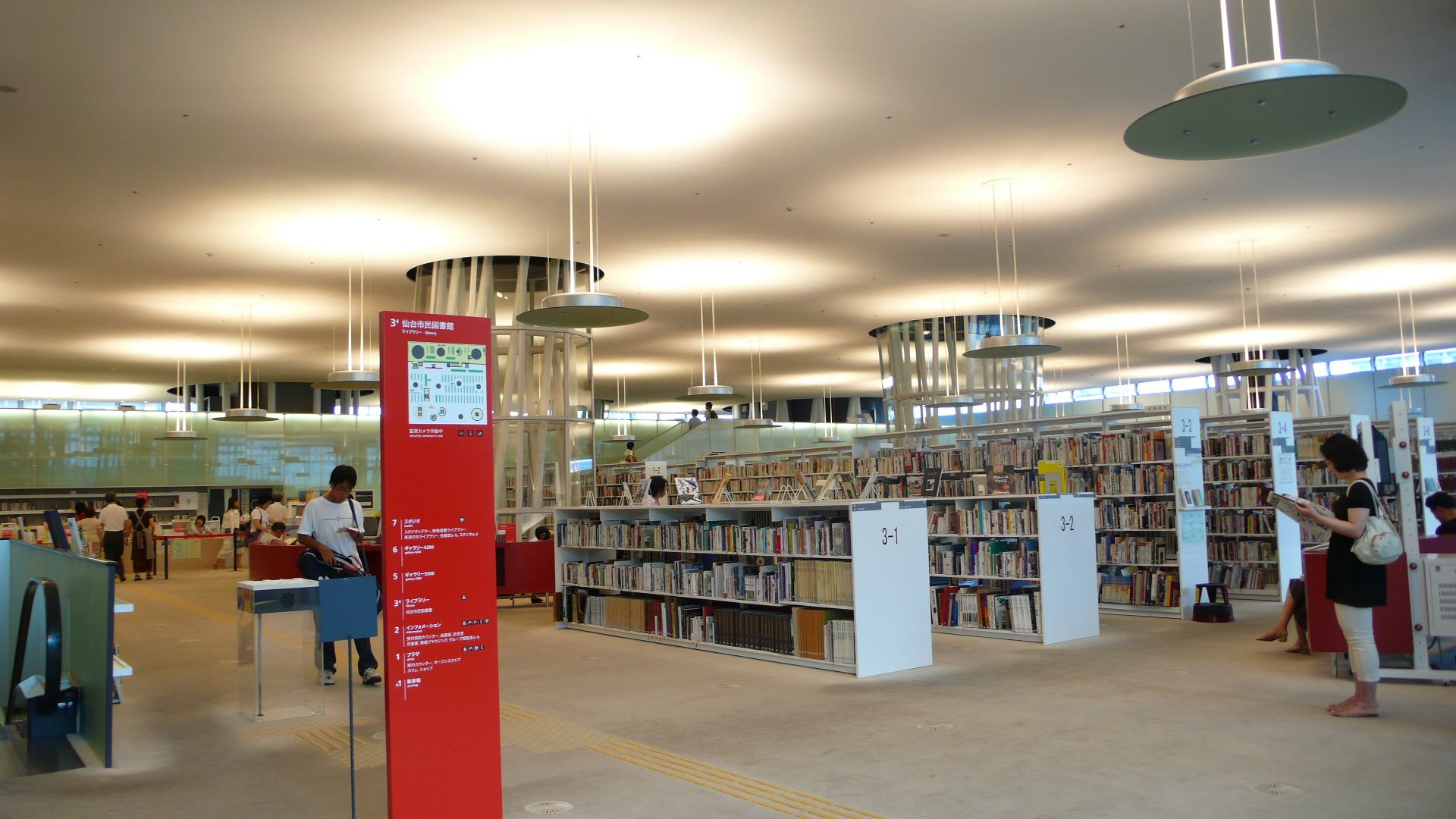
Vista interior

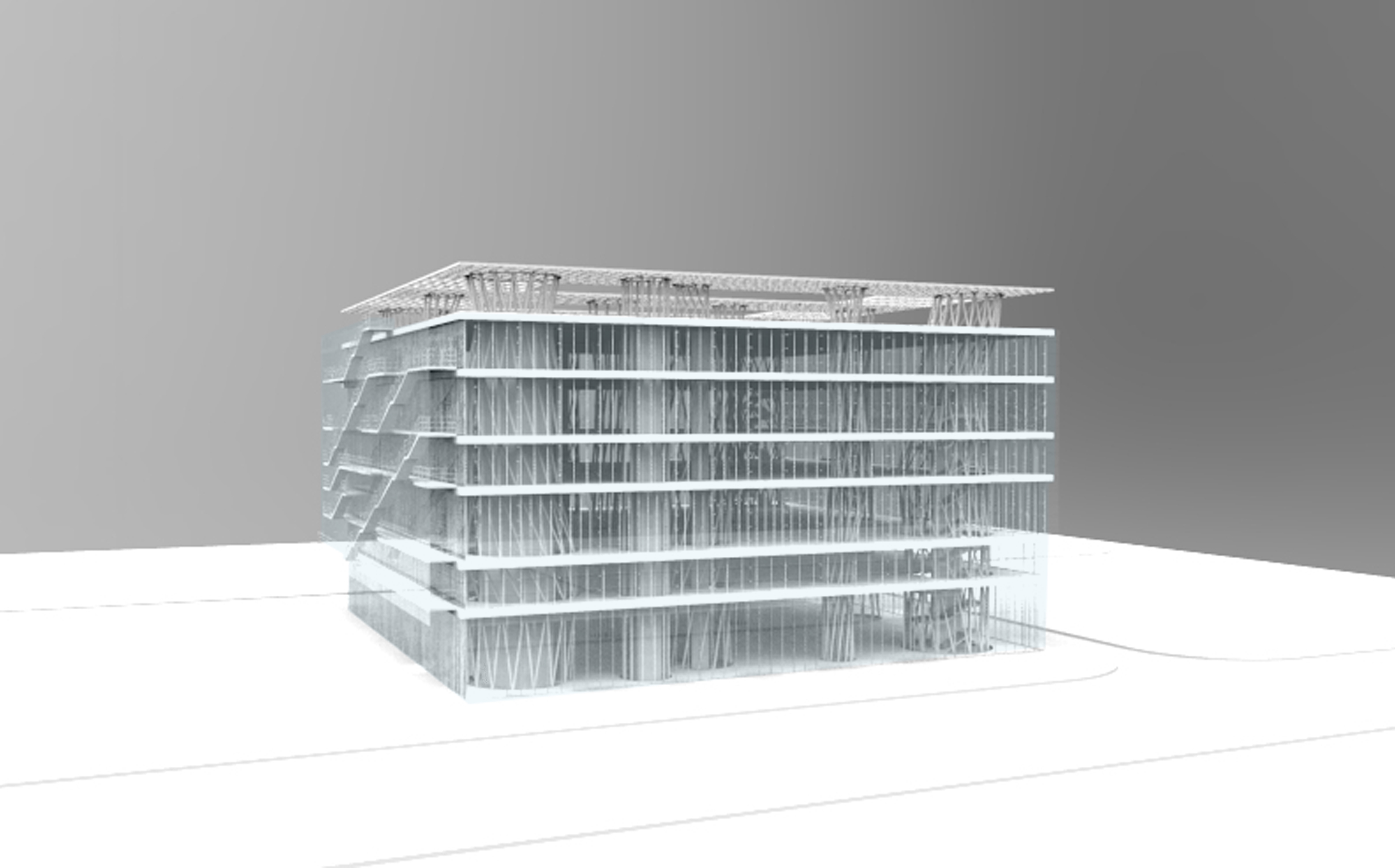
Representación gráfica Mediateca de Sendai

La estructura está compuesta de tres elementos principales: columnas, placas y piel.
Las placas (losas del piso) están compuestas por una red de secciones de acero en forma de panal rellenas con concreto liviano. La estructura de panal de acero permite que la placa se extienda entre soportes verticales espaciados irregularmente sin vigas y con un espesor mínimo de la losa misma. Cada piso alberga un conjunto diferente de muchas instalaciones del edificio que son más o menos libres de interactuar entre sí sobre la superficie de una placa determinada.
La piel o el tratamiento de la fachada difieren en los cinco lados expuestos del edificio, modulando la luz y las vistas, creando una uniformidad en cada cara del cubo durante el día. La fachada principal (orientada al sur) tiene doble acristalamiento y funciona como parte del sistema de control climático del edificio. Los materiales que componen la piel son vidrio, paneles de acero y malla de aluminio.
Los elementos estructurales más llamativos son las columnas, compuestas de tubos de acero de paredes gruesas; varían en tamaño de 7 a 30 pulgadas de diámetro. Aunque parecen ser continuos, los tubos se fabricaron en segmentos de altura del piso y se ensamblaron de forma secuencial, piso por piso. Los tubos realizan una serie de funciones. En primer lugar, sirven para soportar estructuralmente el edificio. Los cuatro tubos más cercanos a las esquinas exteriores de las placas fueron diseñados para resistir un terremoto de 400 años, mientras que los otros resisten las cargas de gravedad verticales. Como prueba de su integridad, el edificio sobrevivió al terremoto de marzo de 2011 con poco o ningún daño.
Las columnas también albergan la circulación vertical de aire, agua, electricidad, luz y personas dentro del edificio. El movimiento constante de las personas a través de las escaleras y los ascensores, así como el resplandor de la luz que pasa a través de estos tubos crea un vínculo perceptivo entre los pisos y las funciones que alojan, que de lo contrario podrían haberse sentido aislados unos de otros. Debido a que los tubos crean enlaces en toda la altura del edificio, a menudo están acristalados para proporcionar protección contra incendios entre pisos.
En el plano de un piso específico, el diseño no estándar manipula libremente el diseño del plano del piso. El tamaño de cada tubo está determinado por su función interna: escaleras, elevador, eje de luz. Además, dado que las dimensiones exactas de los tubos varían de piso a piso, esta variación, junto con la diferenciación en los colores de iluminación entre pisos, agrega un carácter distintivo a cada nivel. La estructura se convierte en ornamentación.

## Premios
El proyecto ostenta varios premios por su interesante propuesta arquitectónica:
1. 2001, Architecture Section, Japan Construction Engineers' Association Award (JCEA).
2. 2001, Good Design Gold Award, Japan Institute of Design Promotion.
3. 2002, The 43rd BCS Prize, Building Contractors' Society.
4. 2002, Best Building in East Asia, World Architecture Awards.
5. 2002, The 16th Tokyo Creation Award, Environmental Media Award, Japan Fashion Association.
6. 2003, AIJ Prize (Architectural Design), Architectural Institute of Japan.
7. 2006, Public Building Award, Public Buildings Association.
8. 2006, Royal Gold Medal, Royal Institute of British Architects (RIBA).
9. 2011, Regional Art-Activities Gold Prize (Prime Minister Prize), Japan Foundation for Regional Art-Activities.